# 11式短程地對空飛彈系統
11式短程地對空飛彈系統（日语：／），是防衛省技術研究本部研發的短程地對空飛彈系統。目前陸上自衛隊和航空自衛隊已經開始採購。
與陸上自衛隊不同，航空自衛隊將此系統命名為基地防空用地對空飛彈（日语：／）。

## 發展
日本防衛省技術研究本部於1999年至2002年間執行「将来短距離地対空誘導弾の研究試作」（次世代短程地對空飛彈研究與試製）計畫，預計研發一種新型防空飛彈系統以取代舊有的81式短程地對空飛彈。該計畫的結果在2005年至2009年間被進一步研究  ，並獲得「短SAM(改II)」的代號。此系統最終在平成23年度（2011年）國防預算中定名為11式短距離地対空誘導弾。
11式短程地對空飛彈系統由火控系統車與飛彈發射車組成。火控系統車為一輛裝有主動電子掃描陣列雷達的73式大型卡車，飛彈發射車則是裝有四聯裝飛彈發射箱的73式6×6卡車（陸上自衛隊）或高機動車（航空自衛隊），兩種車輛皆有用於固定車身的千斤頂。此系統可連結至陸上自衛隊的防空作戰指揮系統，成為整體防空作戰體系中負責近距離攔截的單位。
與81式短程地對空飛彈不同，11式短程地對空飛彈採用了一體化的發射/運輸/儲存箱，使其更容易儲存與保養。導引模式則由81式的雙模式導引簡化為主動雷達導引模式。11式的性能也較81式大幅提升，可攔截超音速的小型空對地飛彈或巡弋飛彈。

## 採購狀況
| 预算年度            | 陸上自衛隊 | 航空自衛隊 |
| ------------------- | ---------- | ---------- |
| 2011年（平成 23年） | 3套        | 1套        |
| 2012年（平成 24年） | 1+1套      | 2+2套      |
| 2013年（平成 25年） | 無         | 無         |
| 2014年（平成 26年） | 1套        | 無         |
| 2015年（平成 27年） | 1套        | 1套        |
| 2016年（平成 28年） | 1套        | 無         |
| 2017年（平成 29年） | 1套        | 0.5套      |
| 2018年（平成 30年） | 1套        | 無         |
| 2019年（平成 31年） | 1套        | 無         |
| 2020年（令和 2年）  | 無         | 無         |
| 合計                | 11套       | 6.5套      |

## 配屬單位
陸上自衛隊
陸上自衛隊高射學校
- 高射教導隊

東北方面隊
- 第六師團
  - 第6高射特科大隊（高射中隊）

中部方面隊
- 第14旅團
  - 第14高射特科隊（短SAM小隊）

西部方面隊
- 第8師團
  - 第8高射特科大隊（高射中隊）
- 第15旅團
  - 第15高射特科連隊（第4高射中隊）

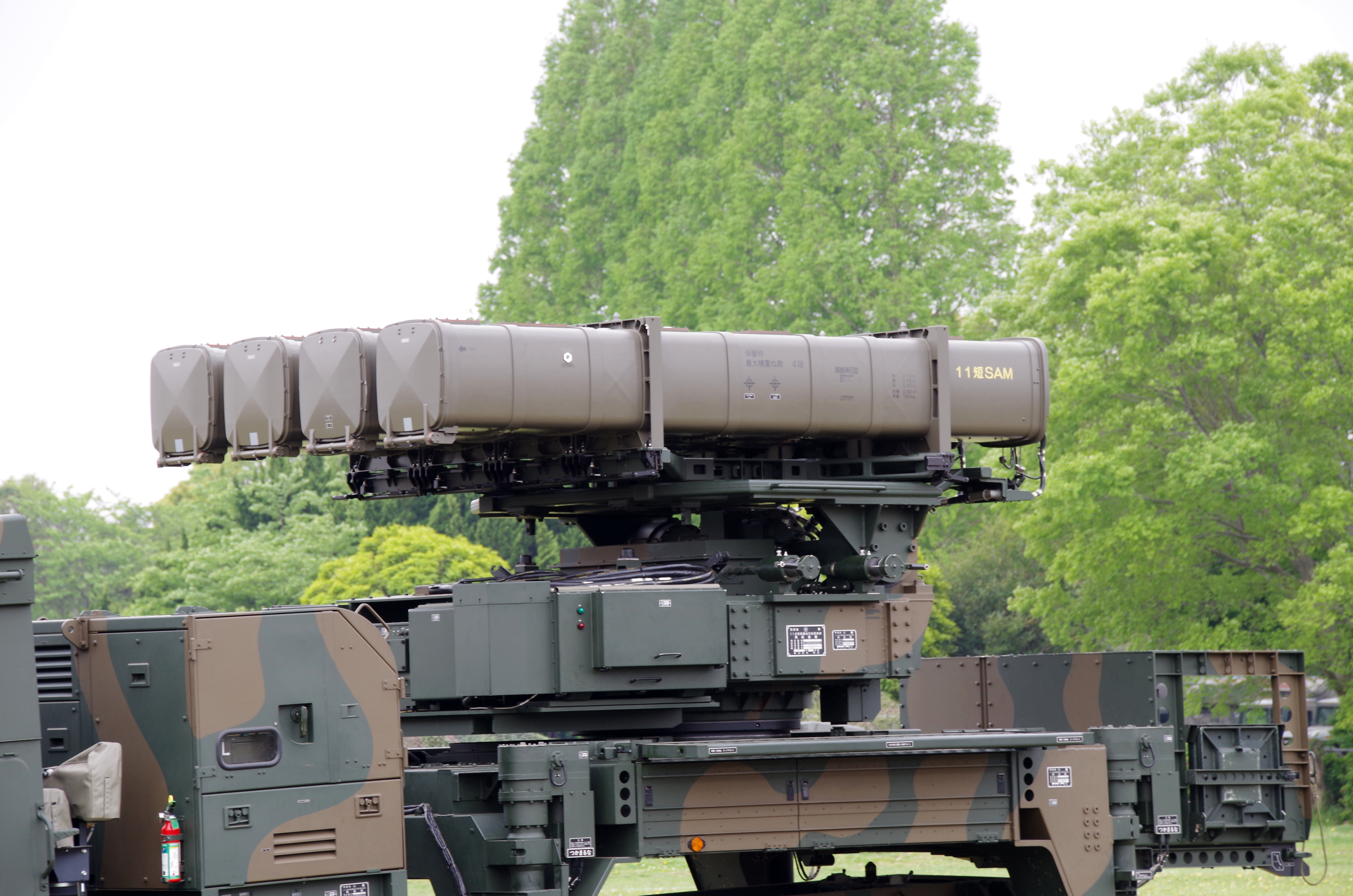
儲存飛彈的發射箱
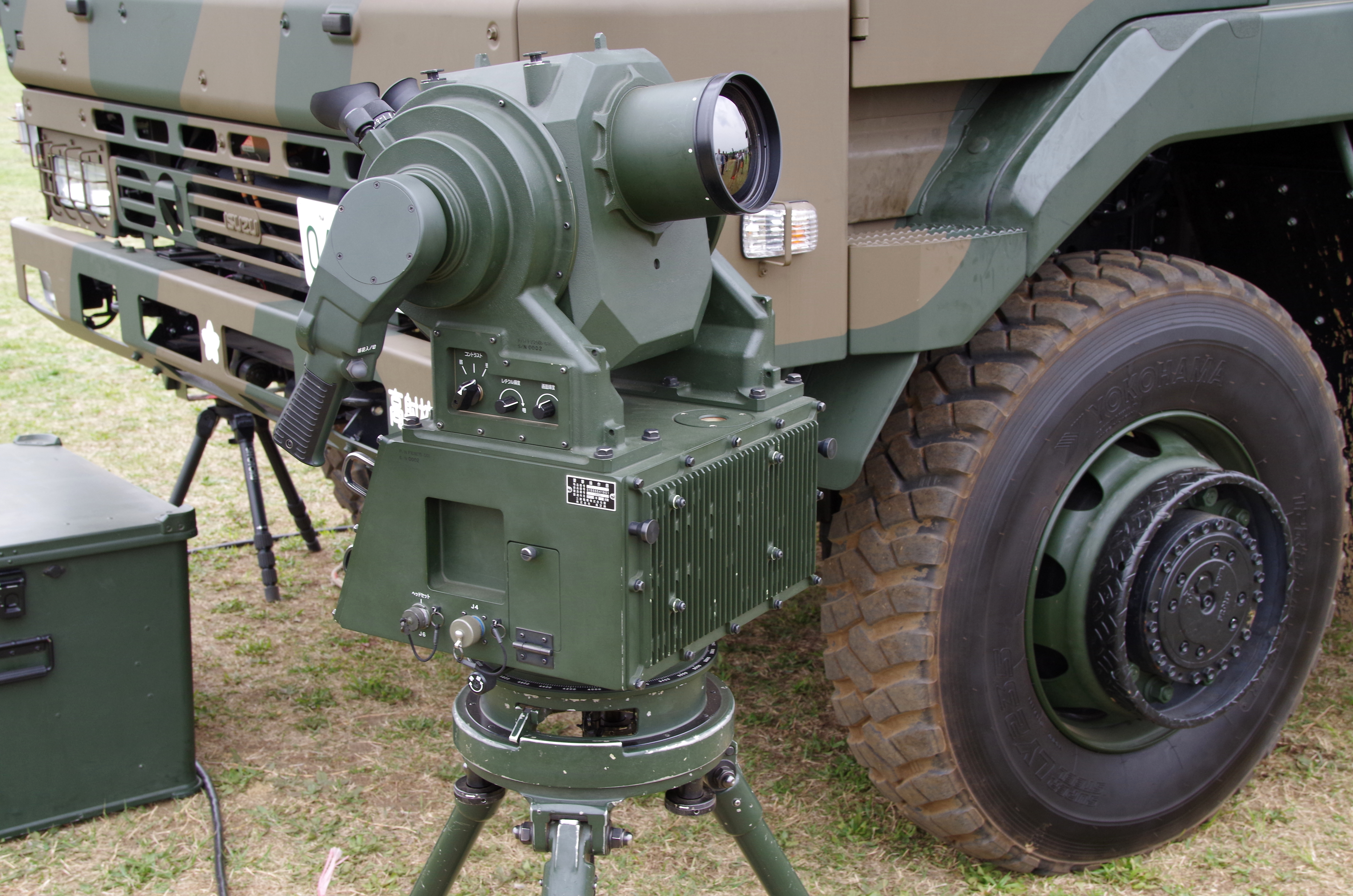
目視瞄準器
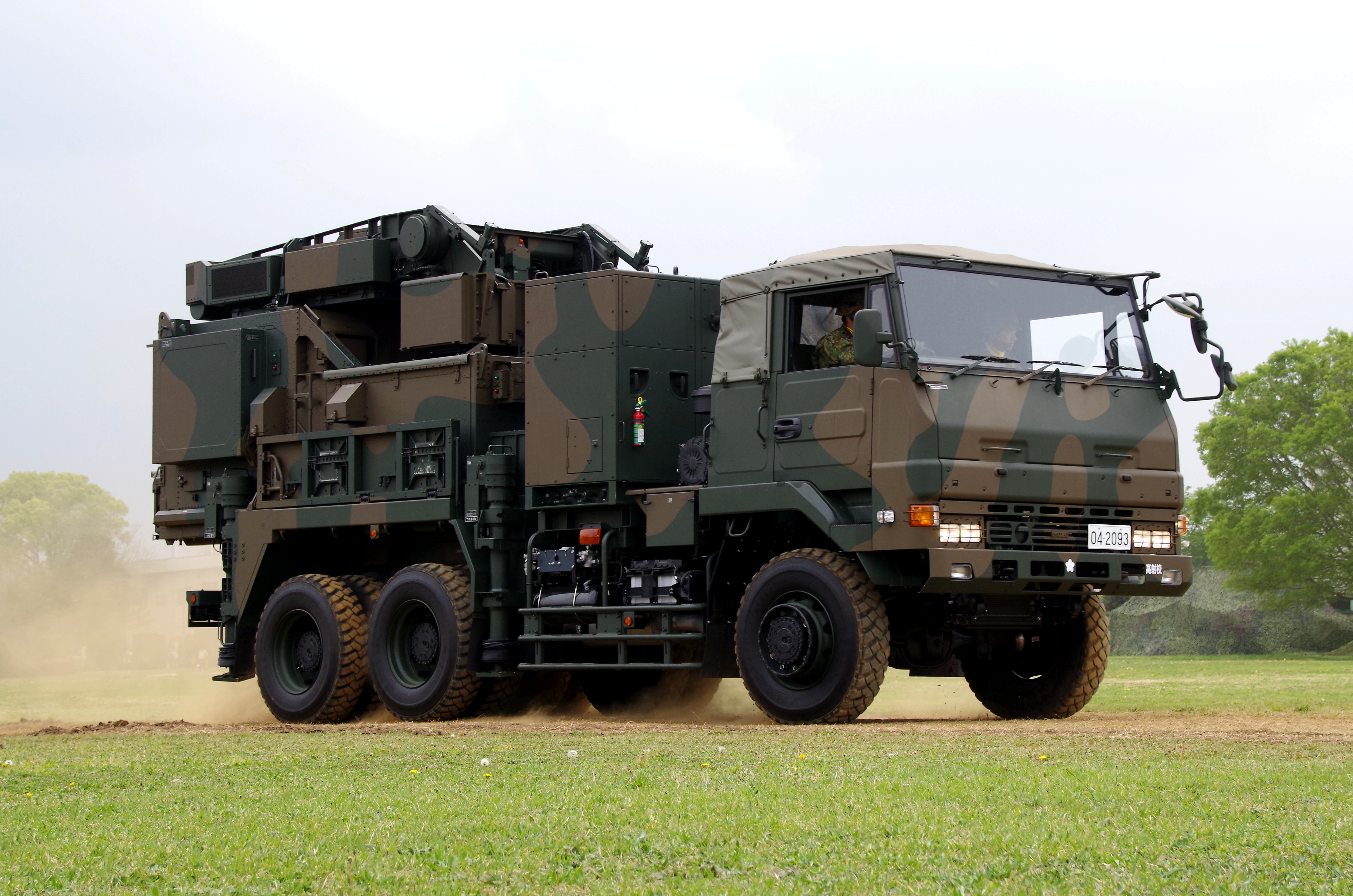
收起狀態下的相位陣列雷達車
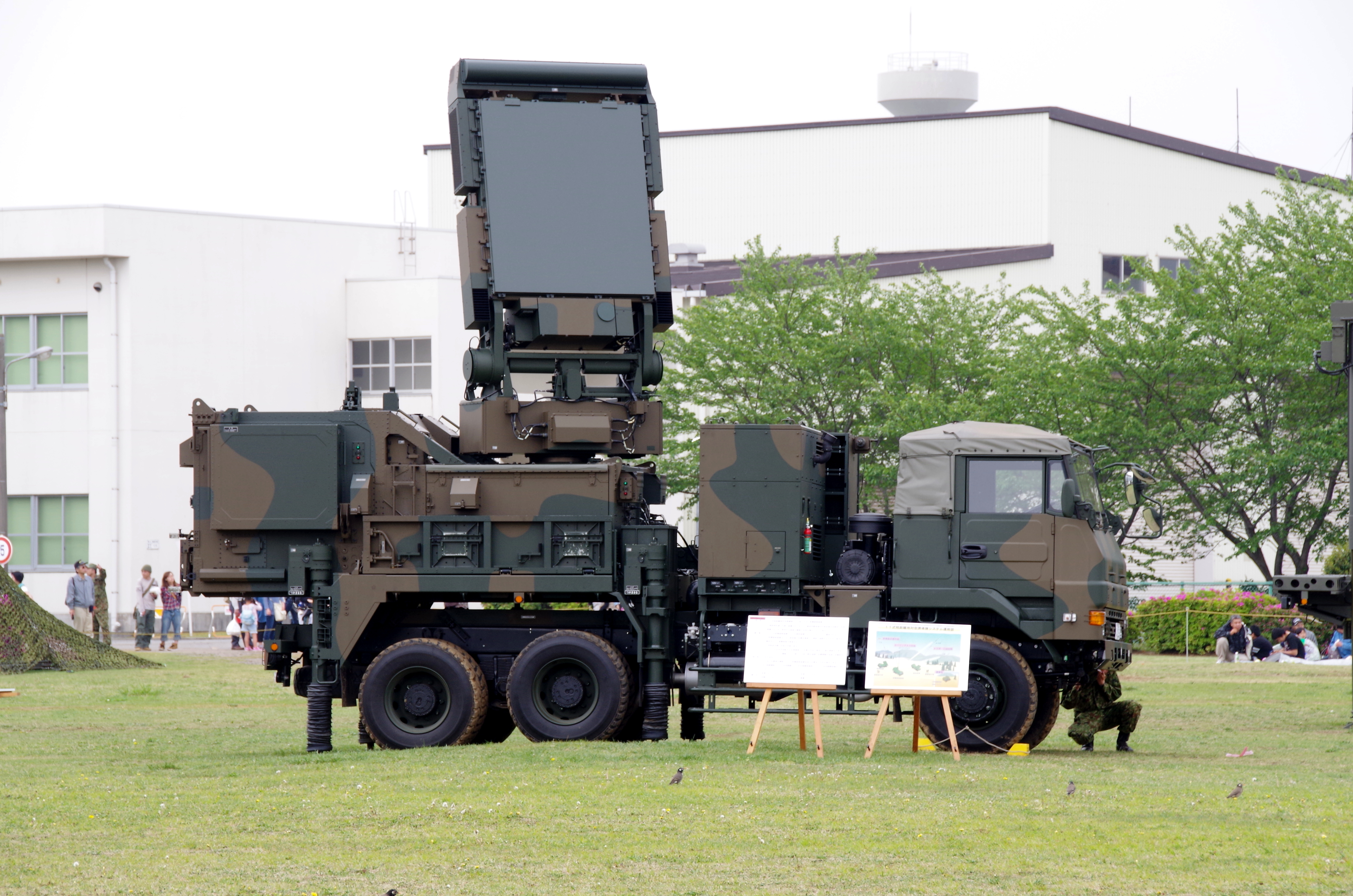
部屬狀態下的相位陣列雷達車

航空自衛隊
主要配發至各航空團所屬之基地業務群中的基地防空隊。
- 航空總隊
  - 西部航空方面隊
    - 第5航空團（基地業務群-第5基地防空隊）
    - 第8航空團（基地業務群-第8基地防空隊）

  - 南西航空方面隊
    - 第9航空團（基地業務群-第9基地防空隊）

  - 航空戰術教導團
    - 高射教導群
- 航空教育集團
  - 航空自衛隊第2術科學校

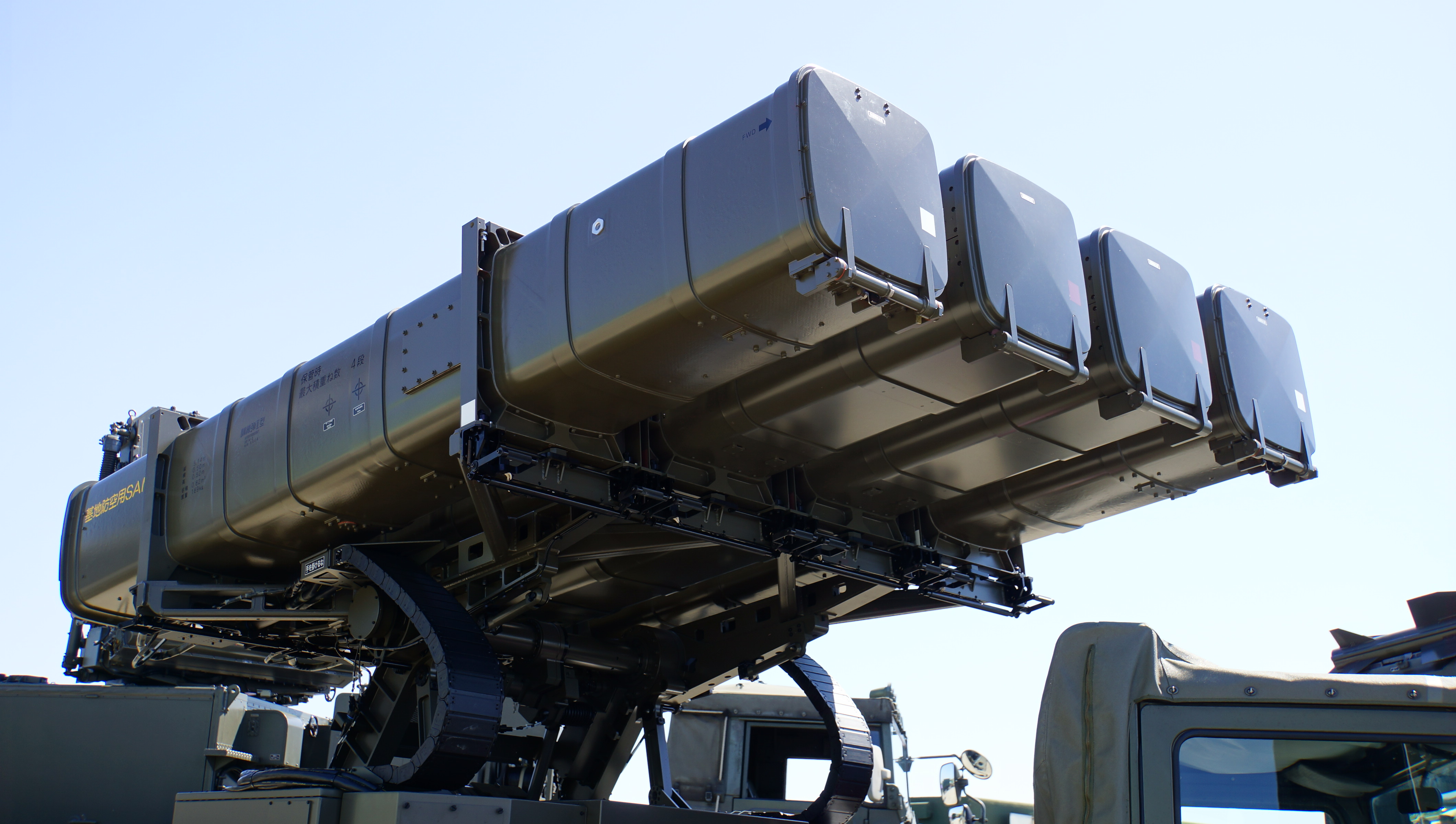
儲存飛彈的發射箱
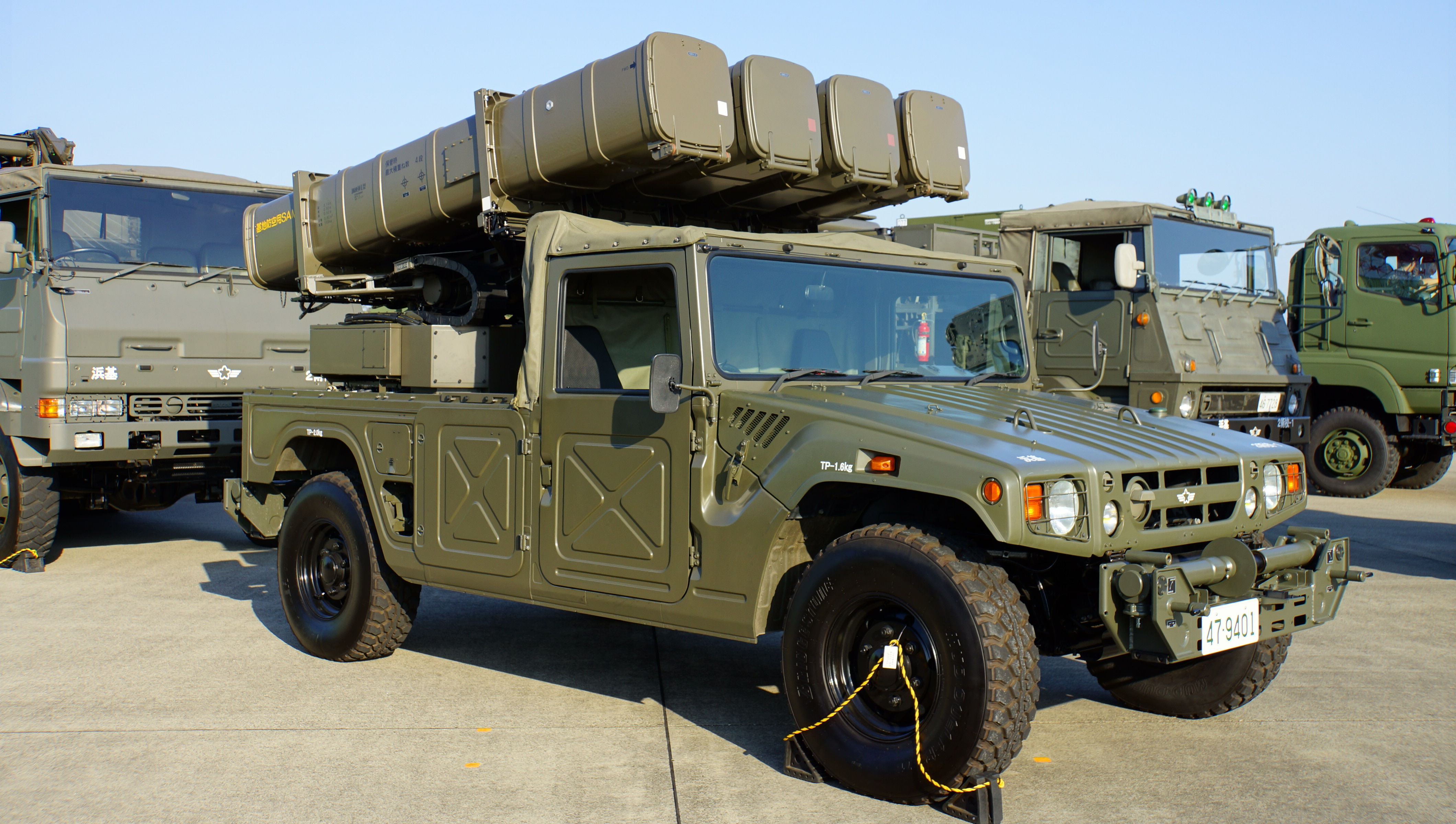
飛彈發射車
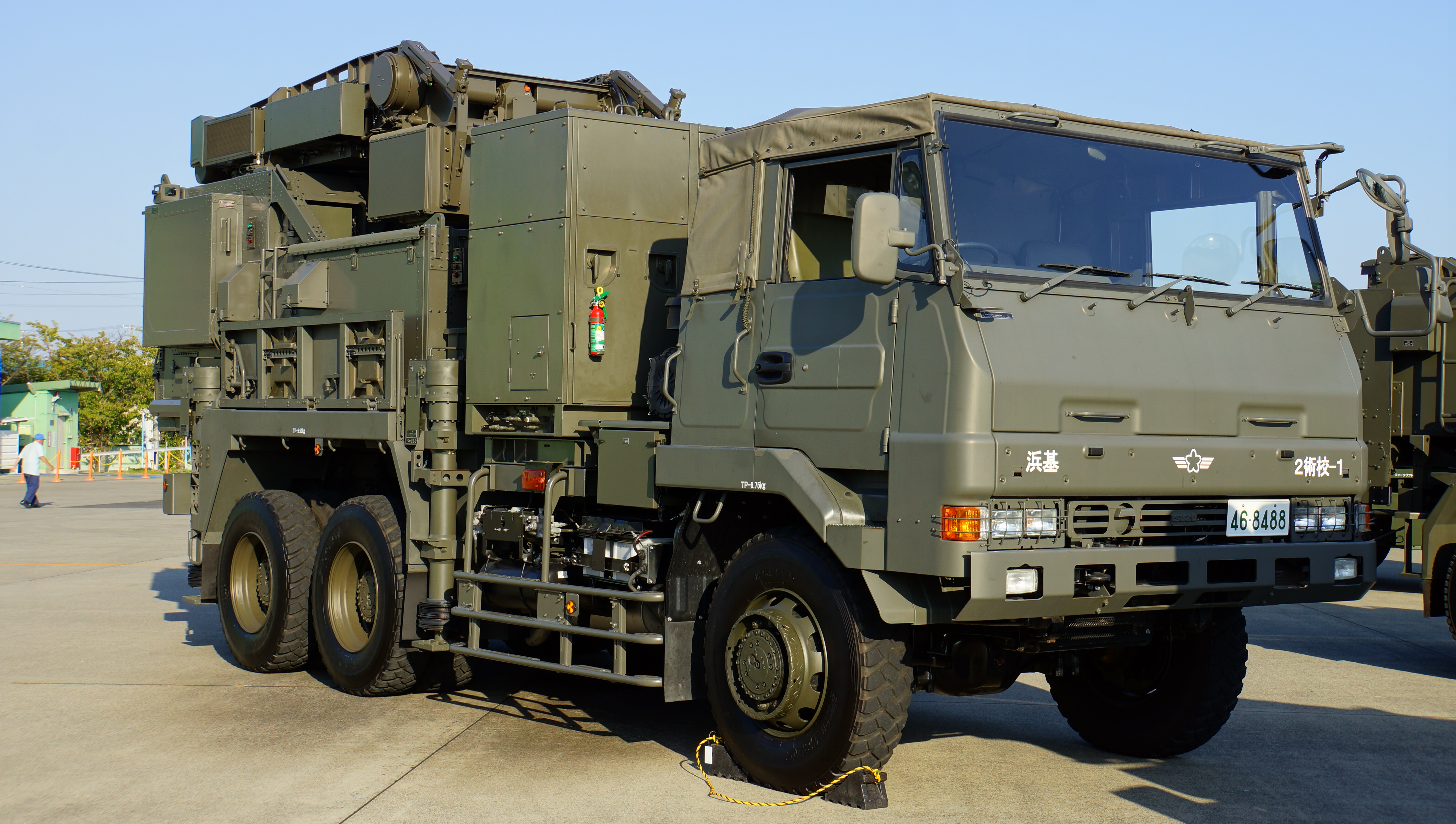
相位陣列雷達車
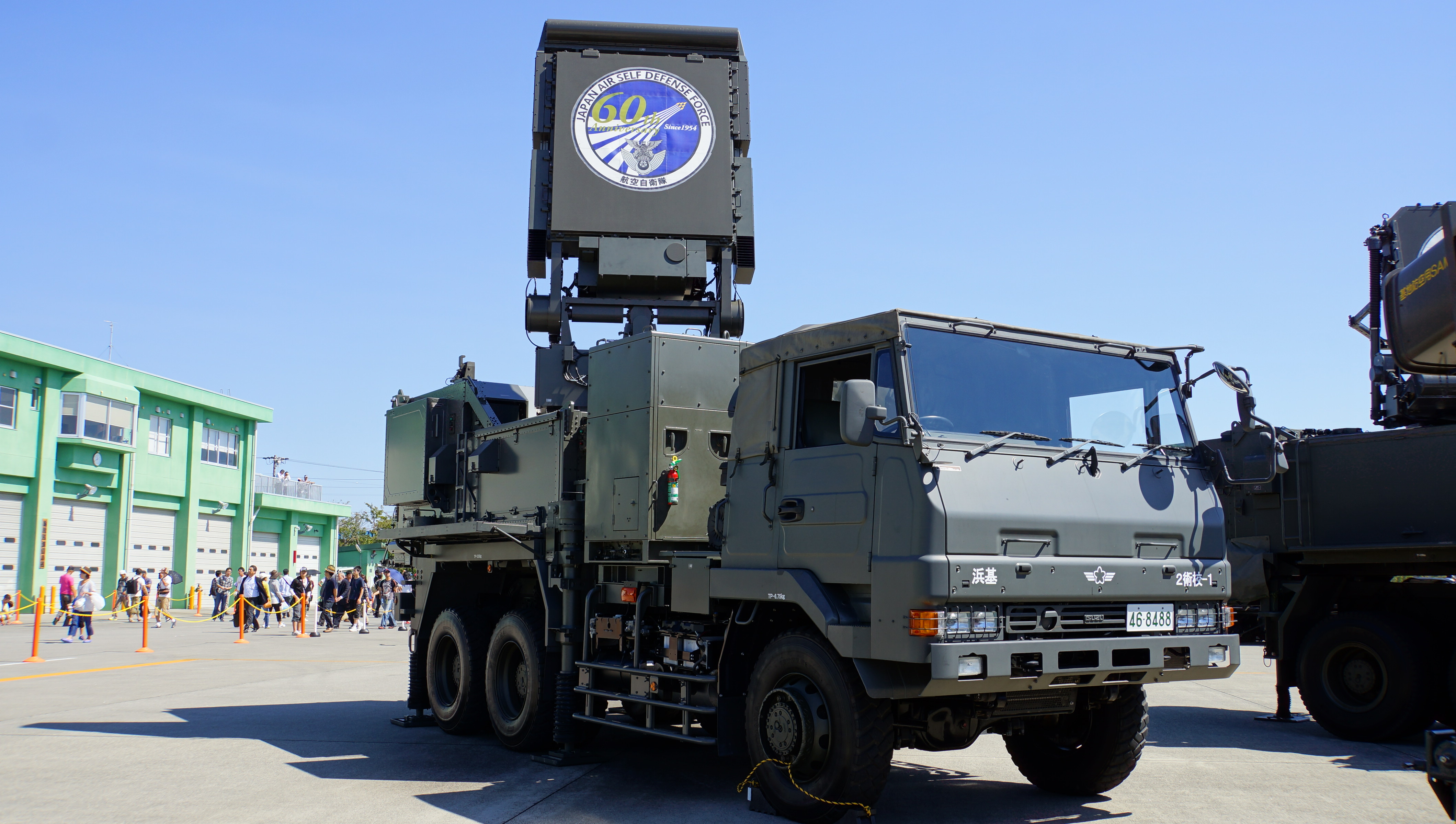
部屬狀態下的相位陣列雷達車